# Zona naturale di salvaguardia dei Boschi e delle Rocche del Roero
La Zona di salvaguardia dei Boschi e delle Rocche del Roero è un sito di interesse regionale della regione Piemonte. Comunemente chiamato "Parco del Roero"

## Storia
Questa area naturale è stata istituita zona protetta per l'articolo 5 della legge regionale 22 marzo 1990, poi modificato dall'articolo 4 della legge regionale 3 aprile 1995 e ai sensi dell'articolo 6 della citata l.r. 12/1990. È stata classificata di rilievo provinciale grazie alla legge regionale 26 aprile 2000, n. 44 (di attuazione del decreto legislativo 112/1998), inserito dall'articolo 9 della legge regionale 15 marzo 2001, n. 5.
Con la legge regionale numero 47 del 18/10/2003 la zona di salvaguardia dei Boschi e delle Rocche del Boero viene istituita sito di interesse regionale.

## Territorio

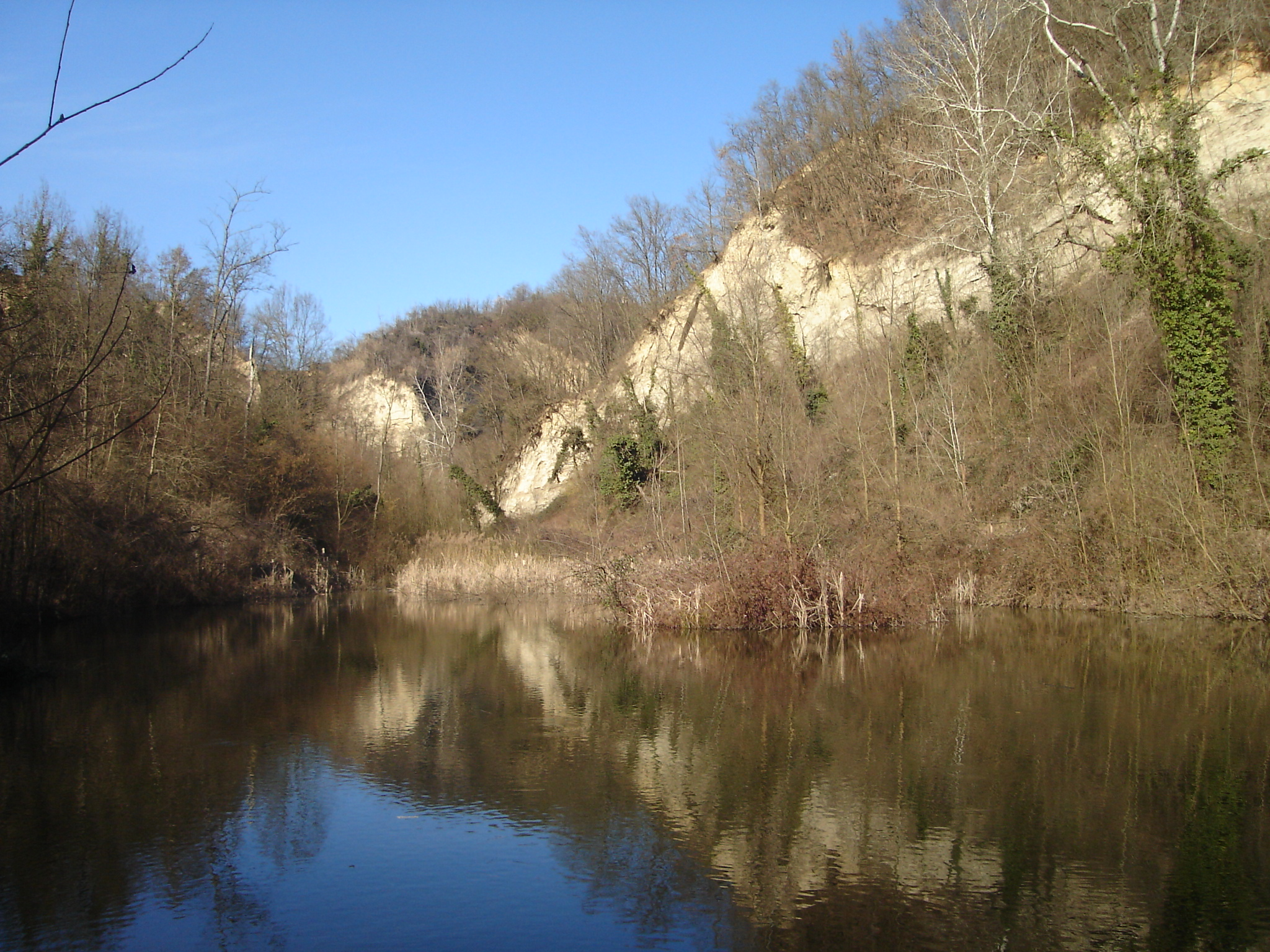
Zona umida nel Roero

La zona naturale si estende tra i comuni di Baldissero d'Alba, Bra, Pocapaglia, Sanfrè, Sommariva del Bosco e Sommariva Perno in provincia di Cuneo per circa 1800 ettari in un alternarsi di rocche e valli scoscese tra i 247 e i 436 m s.l.m. Le profonde vallate sono dovute all'erosione progressiva per la deviazione del fiume Tanaro e sono delineate dalle linee delle Rocche. Questo fenomeno ha messo in mostra le marne grigio-azzurre del periodo Tortoniano determinando morfologie poco elevate e tondeggianti e banchi gessosi del Miocene. Al Pliocene appartengono le marne grigio-azzurre costituenti il fondo impermeabile delle valli della zona meridionale del Roero. Questa area naturale è caratterizzata dalla presenza di colture agricole e zone boschive; nel fondovalle si trovano aree umide. È importante la presenza di stagni, paludi e peschiere formatasi per la costruzione di piccoli bacini artificiali utili all'irrigazione.

## Flora

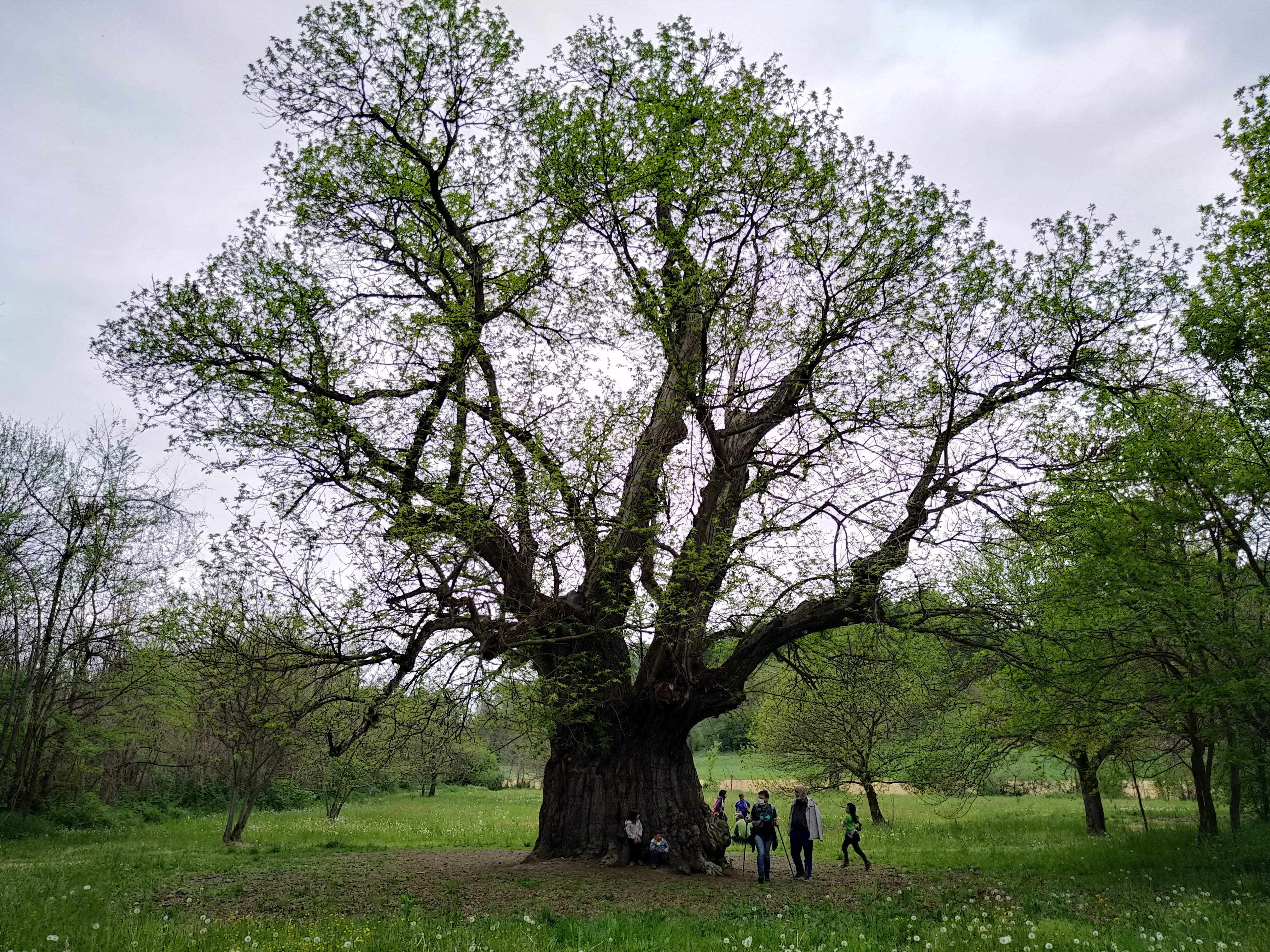
La castagna granda, un monumentale esemplare di castagno a Monteu Roero

Lungo il fondovalle dell'area naturale, dove si trovano le zone umide, si trovano boschi di ontani (Alnus), olmi (Ulmus) e faggi (Fagus sylvatica), mentre in quelle più asciutte ci sono aree boschive di farnia (Quercus robur), carpino bianco (Carpinus betulus), tiglio selvatico (Tilia cordata), ciliegio selvatico (Prunus avium) e frassino (Fraxinus ornus). Sulle alture è possibile osservare boschi formati prevalentemente da rovere (Quercus robur); nei luoghi più asciutti compaiono altre piante tra cui il pino silvestre (Pinus sylvestris), il cerro (Quercus cerris) e la roverella (Quercus pubescens). In questi boschi si trovano il ciavardello (Sorbus torminalis), il corniolo (Cornus mas) e la lantana (Viburnum lantana), le quali vengono classificate come specie submediterranee.
Le brughiere fanno la loro comparsa nei querceti e nei vigneti e sono formate dalla felce aquilina (Pteridium aquilinum), dalla gramigna altissima (Molinia caerulea), che può essere accompagnata dal gladiolo palustre (Gladiolus palustris), una specie rara e protetta. La robinia  (Robinia pseudoacacia) infesta le zone fertili e gli impluvi.
È importante la presenza di diverse essenze mediterranee quali il cappero (Capparis spinosa), il Chrithmum maritimum, la valeriana rossa (Centranthus ruber), l' Opuntia humifusa, l' Anthirrimum. È interessante la presenza del fior di stecco (Daphne mezereum), un fiore molto raro. Un tempo l'olivo era molto diffuso, mentre ora è praticamente scomparso. Nella area protetta si possono osservare i seguenti fiori: l'Elleborina di palude (Epipactis palustris), la Genziana palustre (Gentiana pneumonanthe) e il sempiterno di montagna (Antennaria dioica).

## Fauna
In questa area naturale si possono osservare diverse specie di uccelli anche a rischio estinzione per l'uso intensivo di pesticida quali l'averla capirossa (Lanius senator) e l'ortolano (Emberiza hortulana); nelle zone agricole sono presenti il succiacapre (Caprimulgus europaeus), l'averla cenerina (Lanius minor), l'albanella minore (Circus pygargus), il tottavilla (Lullula arborea) e la starna (Perdix perdix). Nelle zone umide nidificano due specie di interesse comunitario quali il martin pescatore (Alcedo atthis) e il tarabusino (Ixobrychus minutus). Nei boschi trovano rifugio il falco pecchiaiolo (Pernis apivorus) ed il nibbio bruno (Milvus migrans). Durante il periodo delle migrazioni è rilavante la presenza del biancone (Circaetus gallicus).
Accertata la presenza di Lupi (Canis lupus italicus) , cinghiali (Sus_scrofa) , caprioli, volpi , tassi.
Per quanto riguarda i rettili è importante e tutelata la presenza sia del ramarro (Lacerta viridis) che del biacco (Hierophis viridiflavus).
In questa zona si osservano tra gli insetti il cervo volante (Lucanus cervus) e il cerambice della quercia (Cerambix cerdo) che sono inseriti negli elenchi delle specie di interesse comunitario della Direttiva 92/43/CEE.